# آیدل‌سن (دهانه)
آیدل‌سن یک دهانه برخوردی در ماه‌ است.

## دهانه‌های اقماری
این دهانه ۱ دهانه اقماری دارد.
| Idelʹson | عرض جغرافیایی | طول جغرافیایی | قطر          |
| -------- | ------------- | ------------- | ------------ |
| L        | ۸۴.۲° S       | ۱۱۵.۸° E      | ۲۸.۰ کیلومتر |